# اسکوتاو
اسکوتاو (به انگلیسی: Scottow) یک روستا و محله مدنی در بریتانیا است که در North Norfolk واقع شده‌است. اسکوتاو ۸٫۵۹ کیلومتر مربع مساحت و ۱٬۴۲۴ نفر جمعیت دارد.